# Night Owls (gruppo vocale)
I Night Owls (noti anche come "Owls") è il più antico gruppo a cappella femminile negli Stati Uniti e rappresenta il più antico gruppo a cappella del Vassar College, formatosi nel 1942. Sono un gruppo esclusivamente femminile di jazz a cappella che esegue una gamma di musica dagli standard jazz ai successi pop fino alla musica indie-folk.

## Storia
I Night Owls si esibiscono sempre vestiti di nero per rispettare la tradizione della fondazione del gruppo. Nel mezzo dell'epidemia di poliomielite del 1942, sedici studentesse fuggirono di notte dai loro dormitori in quarantena e si intrufolarono nel seminterrato della biblioteca. Lì cantavano e rasserenavano i compagni malati con il loro canto.

## Cronologia delle prestazioni
Il gruppo si esibisce molte volte durante l'anno accademico di Vassar, inclusi i concerti finali di dicembre e maggio, raccolte di fondi locali, concerti congiunti con altri gruppi Vassar e non Vassar a cappella e altri eventi di Vassar.

## Discografia
- After Dark
- Relax
- Constellation
- 1995 – On The Air
- 1997 – All-Nighter
- 2001 – Night Owls One: Nocturnal Doctrine (Syntax Records, 026297760922)
- 2003 – Night Owls 2: Sleep Therapy (Syntax Records, 026297761820)
- 2007 – Night Owls 3: The Chiropractor's Goldmine (Syntax Records, 899090001000)
- 2008 – Night Owls 4: The Shot in the Dark (Syntax Records, 899090001604)
- 2009 – Night Owls
- 2010 – Night Owls 5: Bird Flu (Syntax Records, 899090980206)

## Membri attuali
- Lily Kitfield (Basso) '18
- Chiara Mannarino (Basso) '18
- Bailey Kenney (Secondo Soprano) '18
- Imani Russell (Alto) '18
- Olivia Lederman (Primo Soprano) '19
- Haley Cubell (Basso) '19
- Jacqui Anders (Primo Soprano) '19
- Zoë Bracken (Alto) '19
- Sabrina Stacks (Secondo Soprano) '20
- Ariana Smith (Alto) '20
- Emma Robinson (Secondo Soprano) '20
- Lindsey Sample (Alto) '20
- Helen Johnson (Basso) '21
- Elena Rey (Basso) '21
- Maya Wilson (Primo Soprano) '21
- Maisha Lakri (Alto) '21

## Membri passati
- Meryl Streep '71 [2]
- Brianna Lear (Alto) '17
- Hildegard Wulf (Primo Soprano) '17
- Brielle Brook (Secondo Soprano) '16
- Cyndi Bonacum (Primo Soprano) '16
- Alex Moulton (Alto) '16

## Arrangiamenti attuali (Cover)
1. All About That Bass, Meghan Trainor
2. A Case of You, Joni Mitchell
3. Back to Black, Amy Winehouse
4. Bei Mir Bist Du Schoen
5. Beyond the Sea
6. Billy-A-Dick
7. Blue Moon[3]
8. Blue Tears
9. Bring on the Men
10. Embraceable You[3]
11. Don't Think Twice, It's All Right
12. Dream A Little Dream of Me[3]
13. Helplessly Hoping
14. Hotel Song
15. I Get a Kick Out of You
16. I Need a Man to Love
17. Kiss on My List
18. Landslide
19. Lonesome Road[3]
20. Love Will Keep Us Together[3]
21. McDonald Boy
22. Moon River
23. Moondance
24. My Funny Valentine[3]
25. Night and Day[3]
26. Our Love Is Here To Stay[3]
27. Plain Gold Ring, Kimbra
28. Rolling in the Deep, Adele
29. Saving Ourselves for Yale
30. See Saw
31. Sexy Silk
32. Skyfall, Adele
33. Stormy Weather[3]
34. Tell Him
35. That Lonesome Road
36. Tracks of My Tears
37. Trickle, Trickle
38. Unchain My Heart
39. Up The Ladder to the Roof
40. You Don't Own Me